# مامازينب (سر أسياب يوسفي)
مامازینب (بالفارسية: مامازینب) هي قرية تقع في إيران في قسم سر أسياب يوسفي الريفي. يقدر عدد سكانها بـ 171 نسمة بحسب إحصاء 2016.